# Émile Prisse d’Avesnes
Émile Prisse d’Avesnes (Achille Constant Théodore Émile Prisse d’Avesnes, oder Prisse d’Avennes, * 27. Januar 1807 in Avesnes-sur-Helpe, Département Nord; † 16. Februar 1879 in Paris) war ein französischer Ägyptologe und Archäologe.

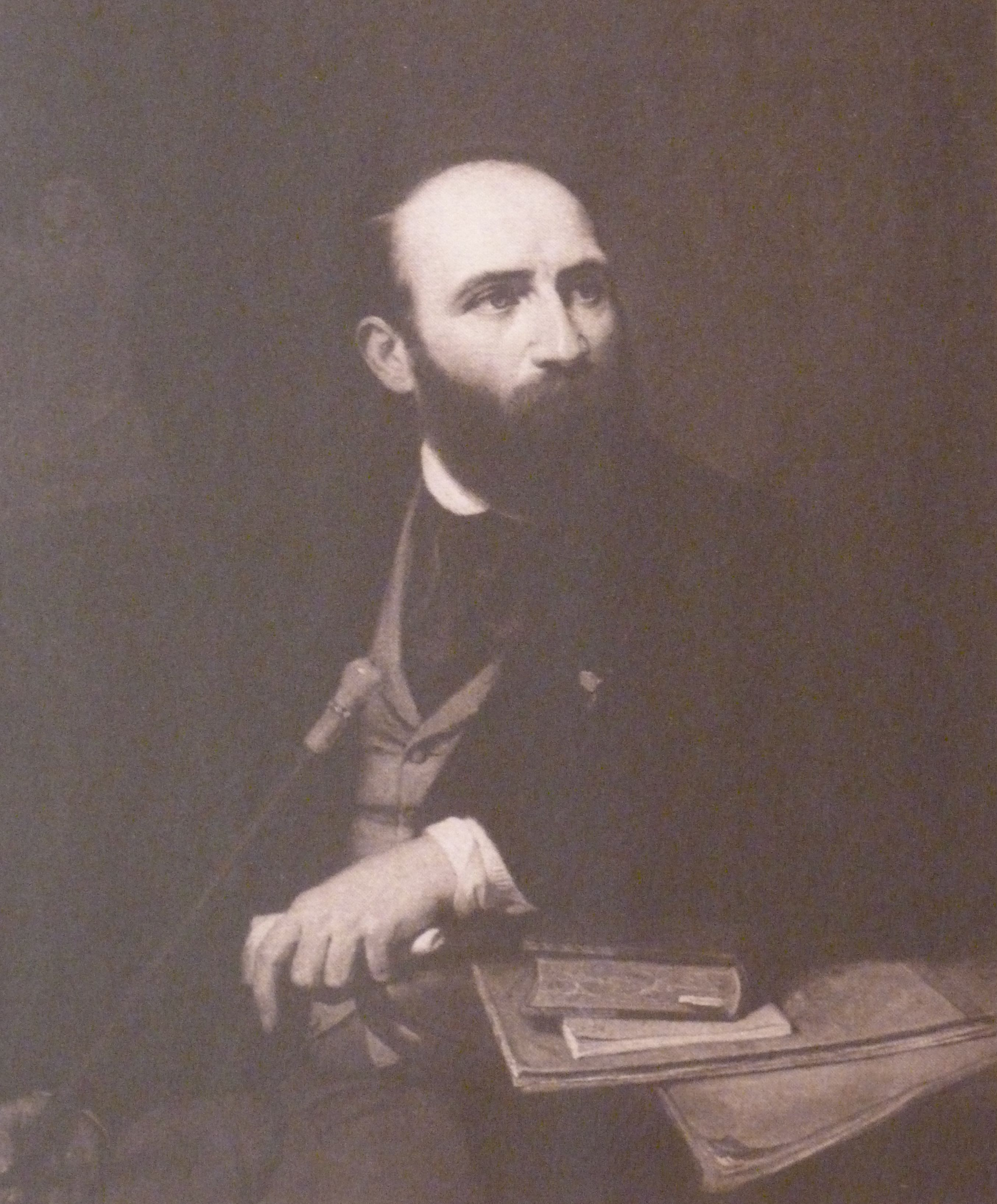
Émile Prisse d’Avesnes, 1807–1879

Mit seinen zahlreichen Veröffentlichungen trug er zur Wissenschaft der Ägyptologie ebenso bei wie zum wachsenden öffentlichen Interesse an der Kultur des Alten Ägyptens. Durch seine Mitarbeit bei der Konzeption der Weltausstellungen von 1867 und 1878 in Paris sowie durch seine reich bebilderten Beschreibungen von Kleidung und Gebräuchen der Einwohner Ägyptens seiner Zeit gehörte er zu den Wegbereitern des Orientalismus in der europäischen Kunst und populären Kultur der zweiten Hälfte des 19. Jahrhunderts.

## Leben und Werk

Papyrus Prisse

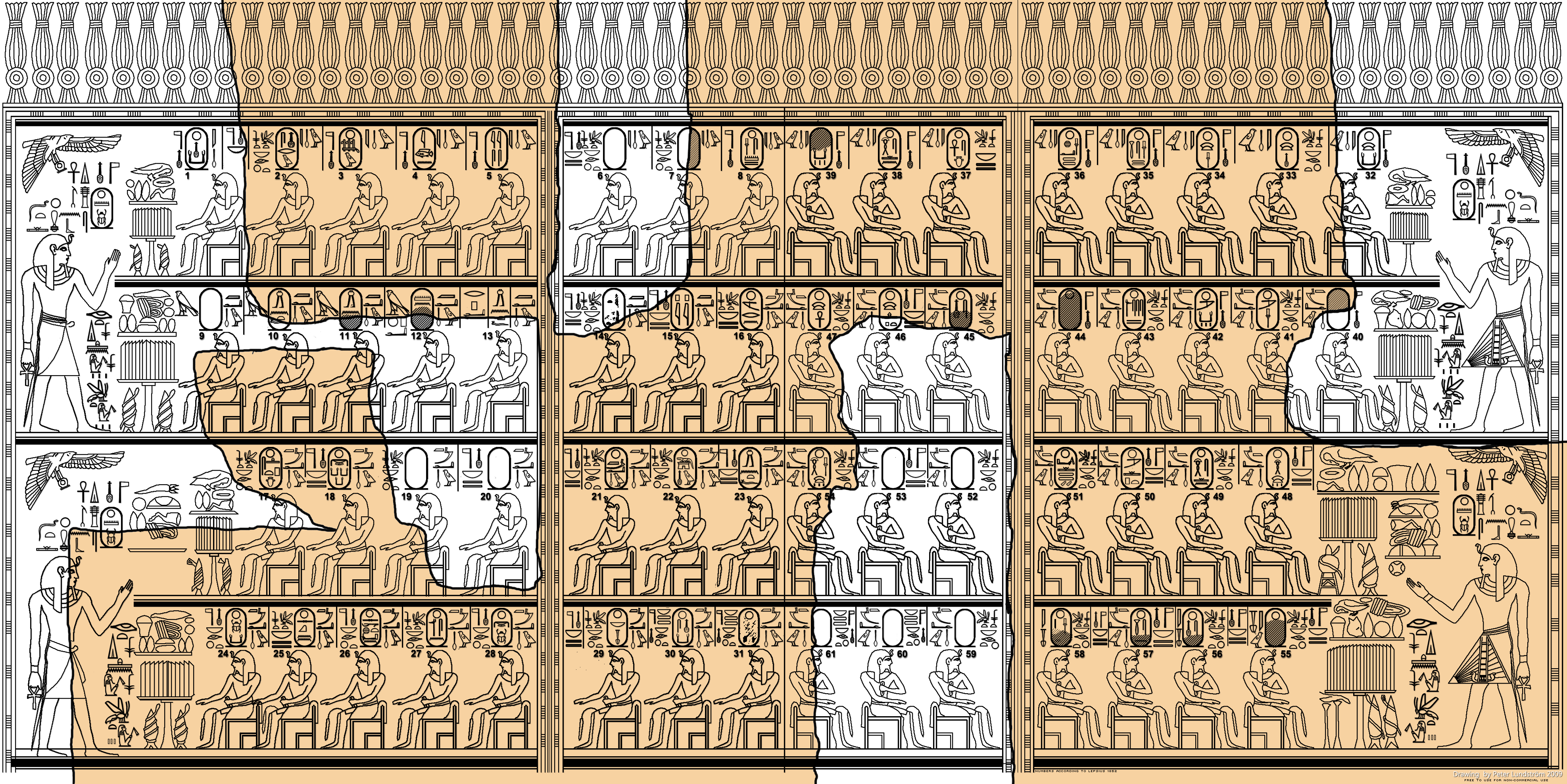
Zeichnung der Königsliste von Karnak, Louvre

Émile Prisse d’Avennes stammt aus einer englischen Adelsfamilie, die um 1680 vor den politischen und religiösen Verfolgungen unter Charles II. nach Flandern fliehen musste. Sein Vater starb, als er sieben Jahre alt war. Nach kurzer Schulbildung in Trélon und Saint-Aubain trat Prisse d’Avesnes im Mai 1822 in die École royale d’Arts et Métiers ein, die ehemalige École nationale supérieure d’arts et métiers in Châlons-en-Champagne, die er bis zu seinem 19. Lebensjahr besuchte.
Zunächst befasste er sich mit architektonischen Aufgaben. Ein großer Brunnen auf der Place de la Bastille als sein erstes Projekt wurde nicht ausgeführt. 1826 beteiligte er sich an einer französischen Expedition zur Unterstützung der Griechischen Revolution. Kurze Zeit später reiste er erstmals nach Palästina, besuchte Jericho und wurde in Jerusalem in den Ritterorden vom Heiligen Grab aufgenommen. Danach trat er in Ägypten in die Dienste des osmanischen Vizekönigs Muhammad Ali Pascha, für den er als Zivil- und Wasserbauingenieur tätig war. Zu seinen zahlreichen Vorschlägen zählt auch ein Plan für den Transport des Obelisken von Luxor nach Paris, der Auftrag hierfür ging aber schließlich an Jean-François Champollion.
Von Juli bis September 1834 reiste er erstmals durch das Seengebiet Unterägyptens und beschrieb und kartografierte die Region um den Manzala-See und weitere antike Ruinenstädte. Ein Projekt zur Trockenlegung und Urbarmachung der Seenlandschaft wurde nicht durchgeführt. Nur kurz war er als Lehrer an der Infanterieschule von Damiette tätig, bis er sich ab Januar 1836 endgültig seiner Leidenschaft für die Kultur des Alten Ägypten widmen konnte. Zusammen mit Jean-François Champollion trug er zur Entzifferung der ägyptischen Hieroglyphenschrift bei. Zahlreiche Reisen führten ihn fast in die gesamte zentrale islamische Welt. In Kleidung, Sitten und Sprachkenntnis seiner Umgebung vollständig angepasst, besuchte er sogar die heiligen Städte Mekka und Medina.

### Erste Arbeiten: Königsliste von Karnak, Monuments égyptiens und Papyrus Prisse

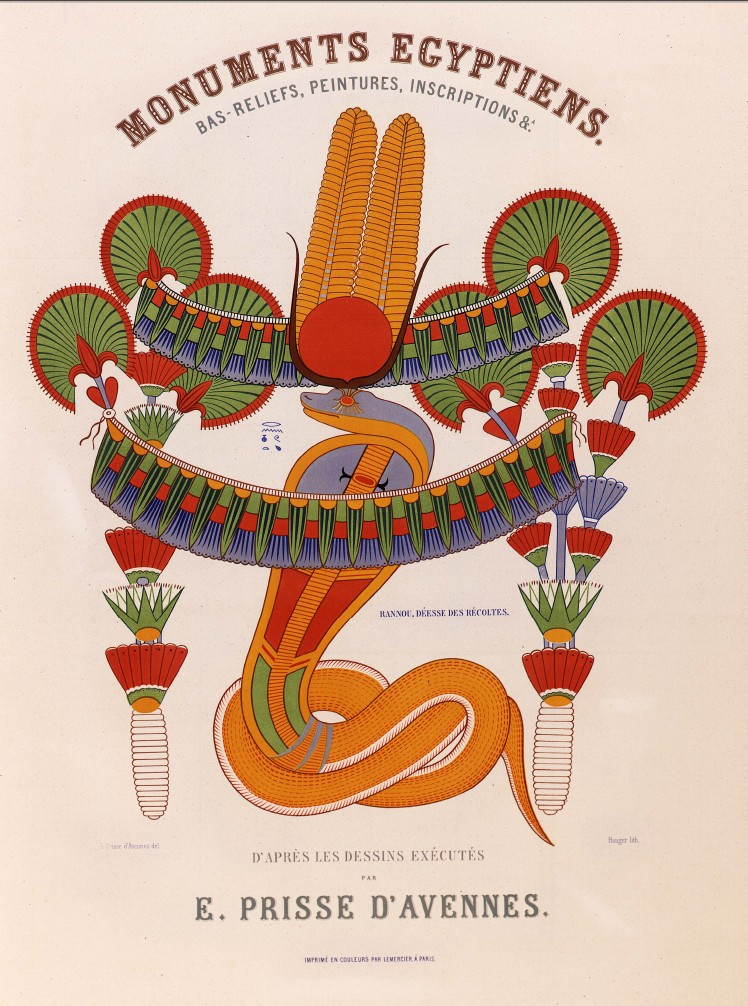
Prisse d’Avesnes: Frontispiz der „Monuments Egyptiens“, 1847

Prisse d’Avesnes publizierte unablässig seine Beobachtungen. 1843 berichtete er über die Flachreliefs in der Kapelle der Vorfahren des Thutmosis III. in Karnak, heute als Königsliste von Karnak bekannt und neben den Königslisten von Abydos eines der wichtigsten Dokumente zur Altägyptischen Geschichte. Er ließ Papiermoulagen der Reliefs herstellen und dokumentierte und bewahrte somit ihren Erhaltungszustand. 1847 veröffentlichte er eine Faksimile-Ausgabe des später nach ihm benannten Papyrus Prisse. Ebenfalls 1847 erschienen seine „Monuments égyptiens“ und das „Album oriental“, in dem er die Kleidung, Sitten und Gebräuche der Bevölkerung Ägyptens seiner Zeit vorstellte.
Gegen den Widerstand der osmanischen Behörden sammelte Prisse d’Avesnes in großem Umfang altägyptische Kunstwerke, wobei er sich, wie auch andere berühmte frühe Ägyptologen, allen voran Giovanni Belzoni, nicht scheute, Statuen abzutransportieren und Reliefs aus ihren Wänden zu schneiden. Hierzu zählt auch die Königsliste von Karnak, die sich heute im Louvre befindet, aber – ohne Wissen Prisse d’Avesnes – durch unsachgemäßes Auftragen eines Firnis aus Bitumen ihre farbige Fassung verloren hat. Für seine Verdienste wurde er 1845 zum Chévalier de la Légion d’honneur ernannt.

### 1848–1854: Revue Orientale et Algérienne
Die Februarrevolution 1848 vereitelte zunächst einige der Reiseprojekte Prisse d’Avesnes, und er befasste sich mit Projekten in seinem Heimatland Frankreich. Seine Bewerbungen um das Amt des Konservators der ägyptischen Altertümer im Louvre oder um den Lehrstuhl für Ägyptische Archäologie am Collège de France waren nicht erfolgreich. Er scheiterte 1849 ebenfalls mit seinem Vorschlag, für den Sarkophag Napoleon Bonapartes im Invalidendom anstelle roten Granits aus Russland (was an die Niederlage im Russlandfeldzug 1812 erinnern könnte) doch lieber einen der symbolisch geeigneteren unbenutzten Sarkophage aus den aufgelassenen Steinbrüchen Unterägyptens nach Paris zu bringen. 1852–54 gab er die „Revue Orientale et Algérienne“ heraus, die in fünf Bänden die Kultur des Orients bekannter machte.

### 1858–1860: Ägyptenreise im Auftrag NapoléonsIII.

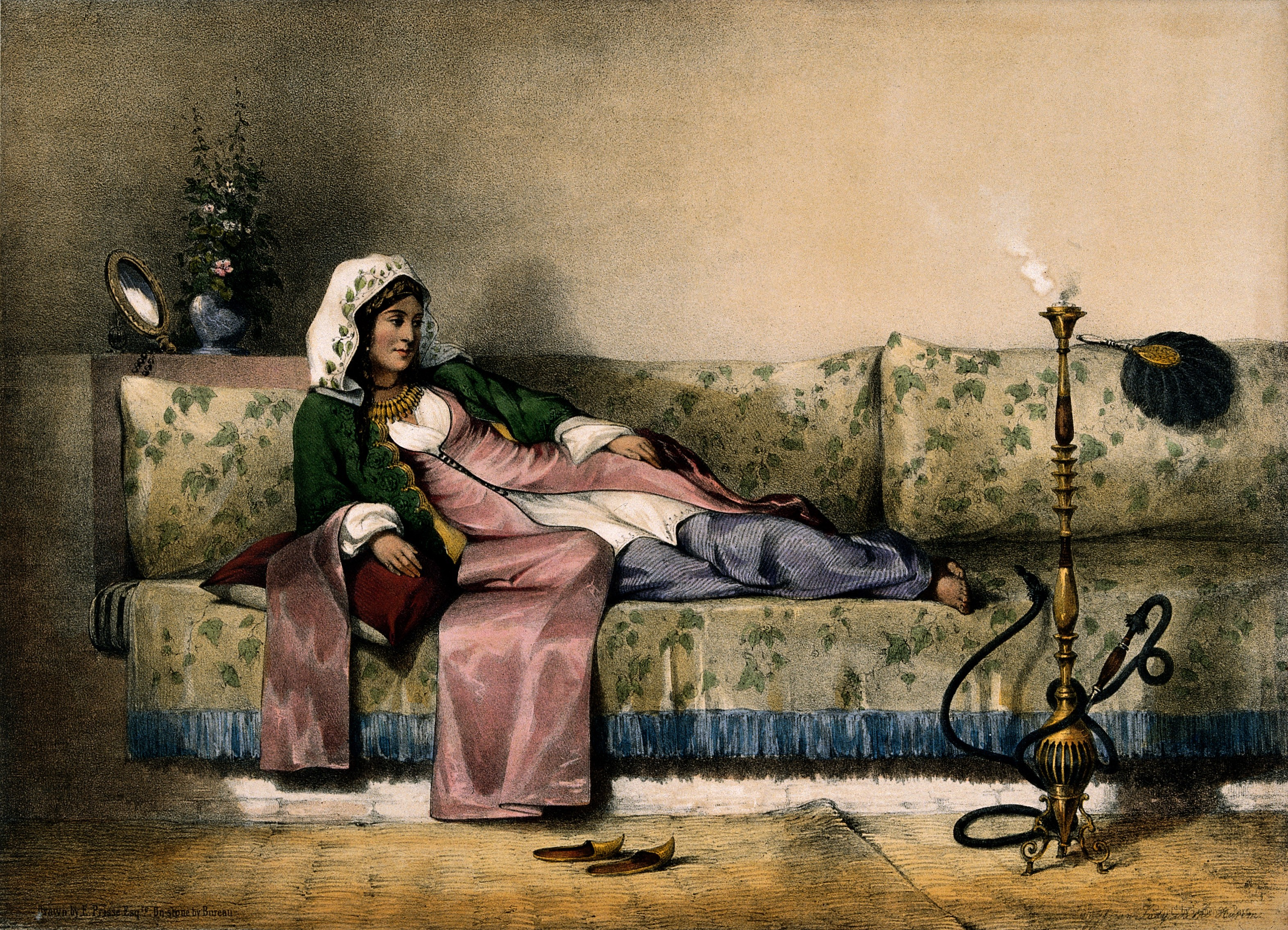
Ägyptische Frau im Harem, Farblithografie von Pierre-Isidore Bureau, nach Émile Prisse d’Avennes

1858 reiste er wieder nach Ägypten, wo er im Auftrag Napoléons III. bis 1860 eine wissenschaftliche Expedition leitete. Zur gleichen Zeit hatte Auguste Mariette im Auftrag von Ismail Pascha das neue Ägyptische Museum in Bulaq gegründet. Das Museum diente ausdrücklich dem Zweck, ägyptische Altertümer im Land zu behalten. Bekannt als „Kunsträuber“ im Interesse seines Heimatlandes, hatte Prisse d’Avesnes zunächst Schwierigkeiten, den für seine Arbeit erforderlichen Ferman des Vizekönigs zu erhalten. Er erhielt die Genehmigung schließlich, musste sich aber verpflichten, keine Altertümer aus Ägypten wegzubringen. Begleitet wurde er von dem Fotografen Édouard Athanase Jarrot (1835–1873) und dem niederländischen Maler Willem de Famars Testas (1834–1896).

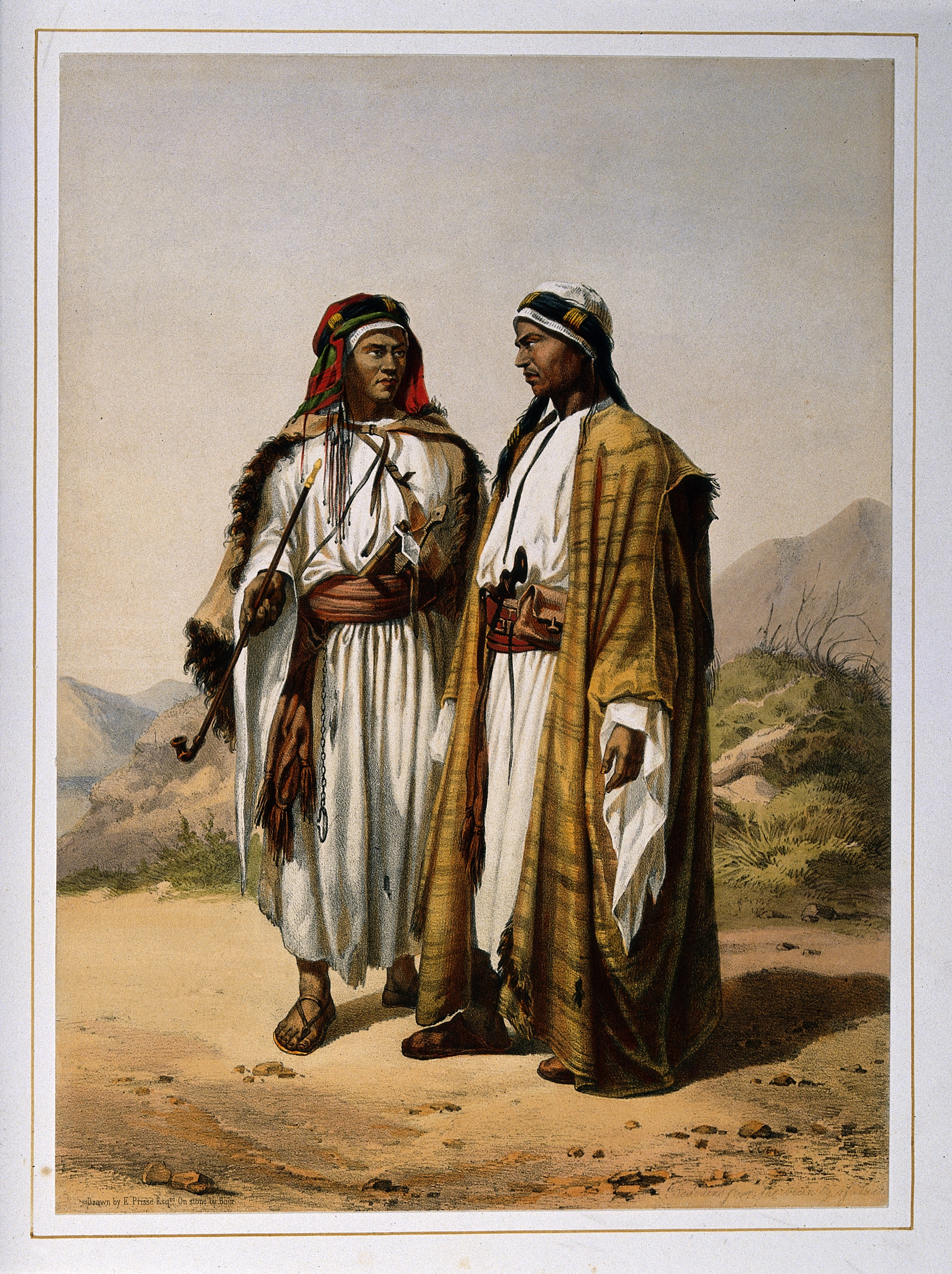
Zwei Araber, Farblithografie von C. Bour, ca. 1870, nach Émile Prisse d’Avennes

Zur Weltausstellung 1867 in Paris war Prisse d’Avesne Mitglied der Kommission zur Errichtung des Ägyptischen Pavillons und konnte bei der Gestaltung einzelner Tempel und Palastfassaden auf seine Aufzeichnungen und Veröffentlichungen zurückgreifen. An der sich in der Folge ausbildenden Modeerscheinung des Orientalismus hatten die Weltausstellungen großen Anteil.

### Spätwerk: Histoire de l’art égyptien und L’art arabe
In zwei großen, reich mit Chromolithografien bebilderten Werken, der „Histoire de l’art égyptien“ (1868–1877) und „L’art arabe“ (1869–1877) dokumentierte er seine Beobachtungen teils in stereoskopischen Fotografien, machte sie der Wissenschaft und seinen Zeitgenossen zugänglich und bewahrte die Erinnerung an Monumente, die durch Kunstraub und Kunsthandel bald zerstört und verstreut werden sollten. „L’art arabe“ zählt zu den frühen Werken der sich gegen Ende des 19. Jahrhunderts ausbildenden islamischen Kunstgeschichte, und enthält eine der ersten umfassenderen Dokumentationen der geometrisch konstruierten Muster der islamischen Kunst. Auf der Weltausstellung von 1878 fanden diese Bücher große Aufmerksamkeit.

### Nachwirkung bis heute
Prisse d’Avesnes starb 1878. 1897 wurde die Rue Prisse-D’Avennes im 14. Arrondissement von Paris nach ihm benannt. Seine Werke sind in bearbeiteten Ausgaben und Neuauflagen heute noch erhältlich.

## Werkverzeichnis
Seine wichtigsten Werke sind:
- 1847 – Monuments égyptiens, bas-reliefs, peintures, inscriptions, etc. Digitalisat (HEIDI)
- 1847 – Fac-similé d’un papyrus égyptien en caractères hiératiques trouvé à Thèbes donné à la Bibliothèque royale de Paris, Paris, Impr. lithographique de Lemercier, 1847: Erstveröffentlichung des Papyrus Prisse.[2]
- 1868–1877 – Histoire de l’art égyptien d’après les monuments depuis les temps les plus reculés jusqu’à la domination romaine, Paris 1878, Atlas in 2 Bänden mit 160 Chromolithografien und einem von P. Marchandon de la Faye formulierten Textband, Paris 1879 Digitalisat (HEIDI)
- 1869–1877 – L’art arabe d’après les monuments du Kaire, depuis le VIIe jusqu’à la fin du XVIIe, Paris. Textband 1877 Digitalisat (Gallica)

Weitere Veröffentlichungen:
- 1834 – Coup d’oeil sur la situation de l’Égypte en décembre 1831.
- 1834 – Voyage au lac et à la ville Menzaleh.
- Lettres sur l’Archéologie et la Philologie égyptiennes, Briefe an die Revue archéologique und an Champollion-Figeac.
- 1845 – Notice sur la Salle des Ancêtres de Thoutmès III, au temple de Karnak.
- 1845 – Recherches sur les Légendes Royales et l’époque du règne de Schaï ou Scheraï.
- 1846 – Notice sur le Musée du Kaire et sur les collections d’antiquités égyptiennes de MM. Abbott, Clot-Bey et Harris.
- 1847 – Notice sur les Antiquités égyptiennes du Musée Britannique (British Museum).
- 1847 – L’album oriental; caractères, costumes et usages des habitants de la vallée du Nil, de la Nubie, de l’Abyssinie et des côtes de la mer Rouge.
- 1847 – Mémoire sur les dynasties égyptiennes.
- 1849 – Fac-similé de papyrus égyptiens. Choix de manuscrits Hiératiques, Démotiques et Grecs. (nicht veröffentlicht)
- 1852–1854 – Revue Orientale et Algérienne, 5 Bände
- 1852 – Miroir de l’Orient ou tableau historique des croyances, mœurs, usages, sciences et arts de l’Orient musulman et chrétien. (nicht veröffentlicht)
- 1852 – Des chevaux égyptiens; race ancienne et moderne.
- 1852 – Notice descriptive zum Werk des Général Daumas: Les chevaux du Sahara.
- 1852 – Du café, histoire, culture et commerce.
- 1852 – Les Wahhâbi et la réformation musulmane.
- 1852 – Tribus nomades de l’Égypte, les Ababdeh.
- 1853 – Du dromadaire, comme bête de somme et comme animal de guerre; Buchkritik zum Werk des Général J. L. Carbuccia.
- 1853 – Des marbres de France et de l’Algérie, comparés aux marbres étrangers, anciens et modernes.
- 1854 – Histoire des armes chez les anciens Égyptiens. (nicht veröffentlicht)
- 1854 – Des diverses races chevalines de l’Orient.
- 1858 – Notice sur les Papyrus récemment découverts.
- 1860 – Considérations générales sur notre commerce avec l’Égypte et les contrées adjacentes.
- 1870 – De la création d’un Comité oriental au Ministère des affaires étrangères.